# Чаадаево (Владимирская область)
Чаада́ево — село Муромского района Владимирской области Российской Федерации, входит в состав
Борисоглебского сельского поселения.

## География
Расположено в 9 км на север от Мурома на трассе Р125 Нижний Новгород — Муром — Касимов — Ряжск.

## История
Первые упоминания о селе относятся к XVI веку. В писцовых книгах владимирской епархии имеются упоминания о существовании в селе деревянной церкви, о «крестьянских и бобыльих» домах.
В описи земель Троицкой вотчины за 1616 год говорится: «Селище А…(Чеадаево) на речке на Выжиге. А в нём церковь рождества пресвятой богородицы… двор попа Богдана Григорьева, двор дьячков, двор порномаря, двор прошунницы да крестьянских дворов: двор…, двор Исакова, двор Елизарова, двор Алексеева, двор Леонтьева, двор Афонова, двор…, двор…, двор Максимова… Да место дворовое. Пашни паханные монастырские доброй земли 25 чети, да перелогом 25 чети, да крестьянские пашни паханные доброй земли 15 чети да перелогу 40 чети, да пашни и перелог лесом поросли 425 чети в поле в дву потому ж. Сена 100 копен».
В 1804 году в селе была заложена каменная церковь Рождества Пресвятой Богородицы. Последние архитектурные изменения в ней производились в 1903 году.
До революции село являлось центром Чаадаевской волости Муромского уезда.
В годы войны 1941—1945 годов на фронте погибли 243 чаадаевца.
В годы Советской власти центр Чаадаевского сельсовета, центральная усадьба колхоза им. Куйбышева.

## Население
| 1859 | 1897  | 1905  | 1926  | 2002  | 2010 | 2021 |
| ---- | ----- | ----- | ----- | ----- | ---- | ---- |
| 1598 | ↗1678 | ↗2007 | ↗2652 | ↘1069 | ↘972 | ↘927 |

## Образование
В 1865—1866 годах в селе служил учителем Станюкович К. М. — известный писатель-демократ. В его «Очерках сельского учителя» описаны порядки в училище: «Когда я пришел в училище (плохая комната со сломанными скамейками и столами), мальчики встали. Их было человек 12. Они глядели на меня испуганными глазами. На шкафу лежали розги. Я их взял и выкинул за дверь… Я посмотрел училищную библиотеку. Ни одной сколько-нибудь дельной книги. Я пришёл домой, разобрал свои книги и приготовился нести на завтра детям».
В 1905 году попечительство над школой принял купец А. И. Вощинин (см. Вощинины), а после его смерти жители села обратились в 1909 году с докладом в Муромскую земскую управу: «За смертью попечителя Чаадаевской школы Вощинина А. И. крестьяне со своей стороны просят муромскую купчиху Марью Константиновну Вощинину быть попечительницей школы». После М. К. Вощининой до 1916 года попечителями школы были её сыновья.
После 1918 года в селе действовала сначала начальная школа, а потом семилетка. И только в 1940 году открыли среднюю.
В 1937 году в Муромский район приезжает репрессированный известный белорусский поэт Язеп Пуща (Иосиф Павлович Плащинский). Сначала он работал в Монаковской школе (ныне Навашинского района), а в августе 1941 года был переведен в Чаадаево. И так как по состоянию здоровья он был демобилизован из армии, то в 1942 году он стал директором школы и занимал эту должность до 1958 года включительно. Ныне (2009) в селе живёт дочь поэта — Валерия Иосифовна Дроздова, долгое время проработавшая в школе учителем русского языка и литературы.
В школе действует литературный клуб «Маяк» при школьном литературно-краеведческом музее. Одна из экспозиций музея посвящена Я.Пуще.
22 января 1966 года в селе была построена новая школа, в которой обучалось свыше 600 учащихся из близлежащих деревень.
В 1975 году в школе усилиями учителя литературы Турпитько З. К. были открыты два зала школьного музея: Зал боевой славы и литературно-краеведческий. В настоящее время (2009) в школе 112 учеников и 17 учителей

## Инфраструктура
- Муниципальное дошкольное образовательное учреждение Детский сад № 4 (ул. Новая, 17 Тел. +7 (49234) 52165). Заведующая Цыплина Надежда Ивановна.[11]
- Отделение почтовой связи Чаадаево Муромского почтамта УФПС Владимирской области филиала ФГУП «Почта России» — 602221 (ул. Новая, дом 16)[12]

## Экономика
- Сельхозпредприятие — СПК «им. Куйбышева». Председатель — Калачева Валентина Павловна (тел. (8-49234) 5-20-00, факс (8-49234) 5-21-24) молочная промышленность, растениеводство, животноводство, охота.[13]
- Садоводческое товарищество «Ока»[14]

## Археология
У села Чаадаево находится домонгольское (XII век) селище Чаадаево-5. На селище найдены стилосы (писа́ла) для письма, детали книжных переплётов, предметы вооружения, более 10 пломб дрогичинского типа. За пределами жилой части поселения за рвом располагался некрополь с грунтовыми погребениями.